# 地方事務官
地方事務官（ちほうじむかん）は、国家公務員でありながら都道府県の事務に従事し、都道府県知事の指揮監督を受ける職員。1947年の地方自治法制定に伴う暫定的な制度であったが、2000年に廃止された。

## 概要
戦前の都道府県は国の地方出先機関としての機能を有しており、主要な職員は知事をはじめ官吏であった。戦後、地方自治法が制定され、都道府県の職員はすべて地方公務員とされたが、例外として特別の事務（機関委任事務のうち特殊なもの）に従事する職員については「当分の間」国家公務員とされた。
地方事務官は都道府県の事務に従事し、指揮監督も都道府県知事が行うが、人事権は各省の主務大臣が有する。地方事務官の給与や地方事務官の従事する事務に要する経費は都道府県の予算には計上されず、全額国の予算に直接計上されることとなっていた。
かつては公立大学の教職員、陸運事務所の職員、旧警察法時代の国家地方警察の職員も地方事務官であった。地方事務官が従事する事務は順次改廃がなされ、2000年に同制度が廃止された時点で社会保険関係事務及び職業安定関係事務のみとなっていた。
地方事務官制度については、任命権と職務上の指揮監督権が異なるという変則的な制度となっており、知事の指揮監督権が形骸化し、責任の所在が不明確になるという問題点が指摘されていた。2000年の機関委任事務制度の廃止に伴い、機関委任事務制度を前提としている同制度も併せて廃止され、地方事務官の従事していた事務は国（厚生労働省）の直轄執行事務となった。社会保険関係職員は地方社会保険事務局、職業安定関係職員は都道府県労働局に所属することになった。
なお、都道府県警察における地方警務官制度は、都道府県警察の職員のうち、警視正以上の階級にある警察官が対象であり、地方事務官制度と類似している。
このほか、都道府県と市町村との間では県費負担教職員制度があり、地方事務官制度と同様の問題が残存している。

## 自治労国費評議会と地方事務官制度
地方事務官は、国家公務員の職員組合及び地方公務員の職員組合のいずれの構成員にもなることができた。地方分権一括法施行以前、地方事務官である社会保険担当職員は地方公務員の労働組合である全日本自治団体労働組合（自治労）に加盟し、下部組織として全日本自治団体労働組合国費評議会を設けていた。
国費評議会は自治労のなかでも特に先鋭的な労組であった。というのも、社会保険担当職員は知事の指揮監督権はあっても人事権がないため、一般の都道府県職員のように何か問題を起こしても容易に処分が下せなかったのである。もちろん主務大臣に報告をすることはできるが、手続きが面倒なのであまり活用されなかった。
年金記録問題にみられる杜撰な管理体制は、この地方事務官制度にも問題の一端があるのではないかとの指摘がある。